# Аль пастор
Аль пастор, тако аль пастор (ісп. Al pastor, Taco al pastor; в перекладі — «по-вівчарські») — тако, приготоване на рожні зі свининою. Засноване на шаурмі з ягняти, завезеної ліванськими іммігрантами в Мексику. Саме тако аль пастор поєднує в собі традиційні близькосхідні спеції з місцевими спеціями з Центральної Мексики. Це тако є популярною вуличною їжею в Центральній Америці та  Сполучених Штатах Америки. У деяких регіонах на півночі Мексики воно відоме під іншими назвами: в Нижній Каліфорнії воно відомо як тако де адобада (ісп. Taco de adobada), а в Монтерреї і на північному сході Мексики — як тако де тромпо (ісп. Taco de trompo). Існує аналогічна страва і в Пуеблі, але з іншими спеціями - тако арабес (ісп. Taco árabes).

## Історія
У XIX столітті варіації м'ясної страви, приготованого на рожні, відомої під різними назвами, почали поширюватися по всій Османській імперії. В кінці XIX і початку XX століть хвиля ліванських іммігрантів, які в основному не мали релігійних обмежень на вживання в їжу свинини, прибула до Мексики і розповсюдила по країні арабську версію шаурми. У 1960-х роках мексиканські нащадки цих іммігрантів почали відкривати свої власні ресторани та поєднувати кулінарну спадщину їхніх предків з мексиканською кухнею . Будучи придуманим на основі шаурми, це тако також схоже на турецький денер-кебаб і грецький гірос.

## Спосіб приготування

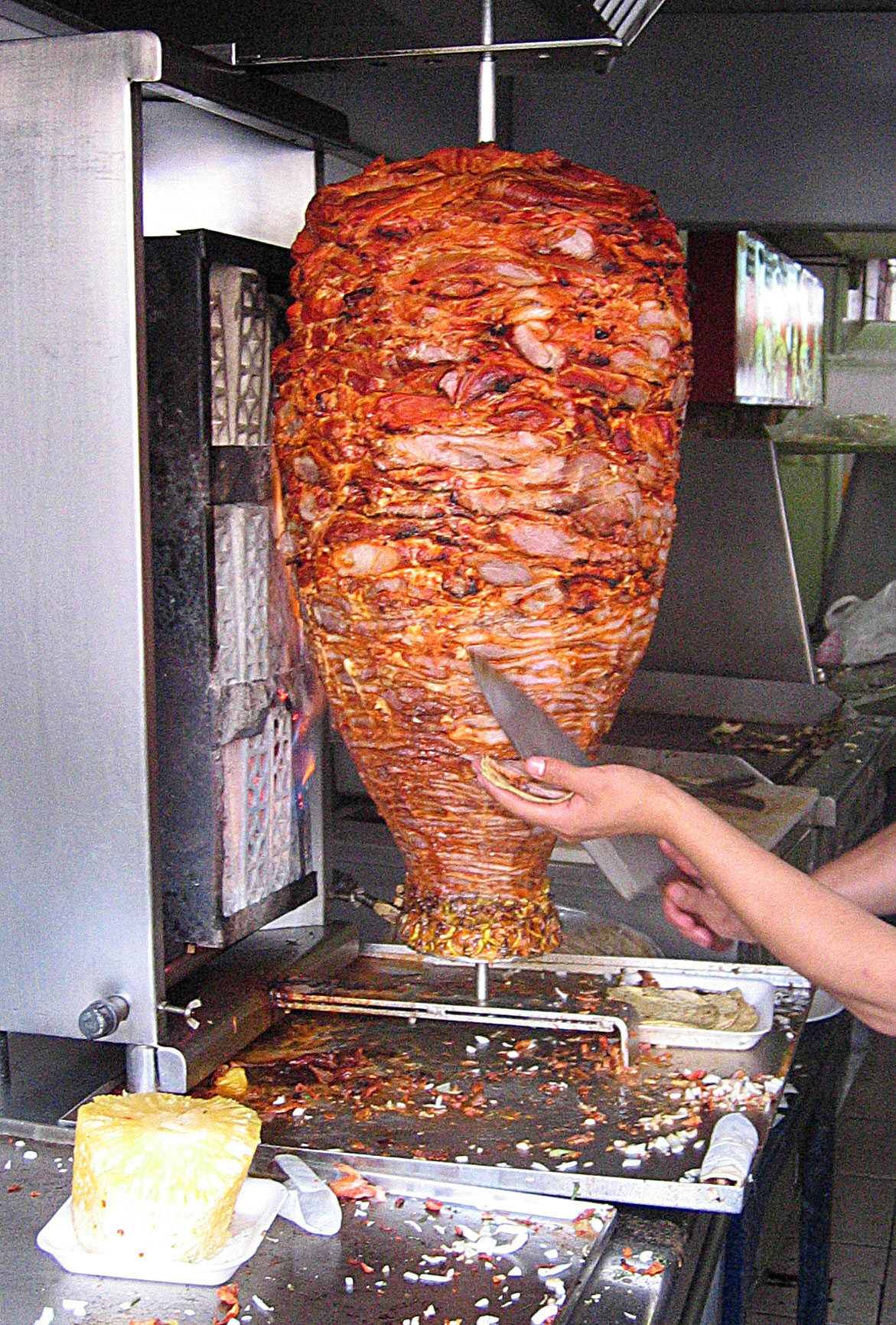
М'ясо для аль пастора готується на вертикальному рожні «Тромп»

Свинина маринується в поєднанні з сушеним перцем чилі, різними спеціями, ананасом і, як правило, пастою аннато, потім повільно готується на вугіллі або на газовому полум'ї на вертикальному рожні, який тут звуть тромп (з ісп. — «дзиґа»). Чилі гуахільйо, часник, зіра ( кмин), гвоздика, лавровий лист і оцет є головними інгредієнтами цієї страви, разом з корицею, сушеною мексиканською материнкою, коріандром та чорним перцем, які трапляються в багатьох його варіантах.
Скибочку свіжої цибулі і ананаса зазвичай розміщують у верхній і нижній частині вертикального рожна «Тромп». М'ясо тонко нарізають з рожна великим ножем в невелику кукурудзяну тортилью і подають з дрібно нарізаною цибулею, кінзою і нарізаними кубиками ананаса. Часточка лимона чи лайма і сальса — додаткові інгредієнти. М'ясо, приготоване таким чином також є поширеним інгредієнтом в таких стравах як грінго, аламбра, хуараче, торта (коржі) та піца.